# Kyrre Thalberg
Olaf Kyrre Thalberg, född  13 september 1957 i Oslo, är en norsk-svensk kemiingenjör och barnboksförfattare.
Kyrre Thalberg är son till Bjørn och Margareth Thalberg. Han blev civilingenjör i kemiteknik vid Lunds tekniska högskola 1982 och disputerade i fysikalisk kemi vid Lunds universitet 1990. Han har arbetat på Pharmacia i Uppsala 1983–1986 och sedan 1991 som forskare på Astra respektive Astra Zeneca,
Tillsammans med sambon Sara Snogerup Linse har han sedan 2011 tillsammans skrivit och illustrerat en serie barnböcker om draken Kjetil. Drakamöllan uppförde 2015–2016 Om draken Kjetil som opera för barn med musik av Andy Pape och libretto av Eva Sommestad Holten.